# Salàs de Pallars
Salàs de Pallars är en kommun i Spanien.   Den ligger i provinsen Província de Lleida och regionen Katalonien, i den nordöstra delen av landet, 400 km nordost om huvudstaden Madrid. Antalet invånare är 368. Arean är 20,3 kvadratkilometer. Salàs de Pallars gränsar till Tremp, Conca de Dalt, La Pobla de Segur, Isona i Conca Dellà och Talarn. 
Terrängen i Salàs de Pallars är kuperad.